# Maomé Nafes Zaquia

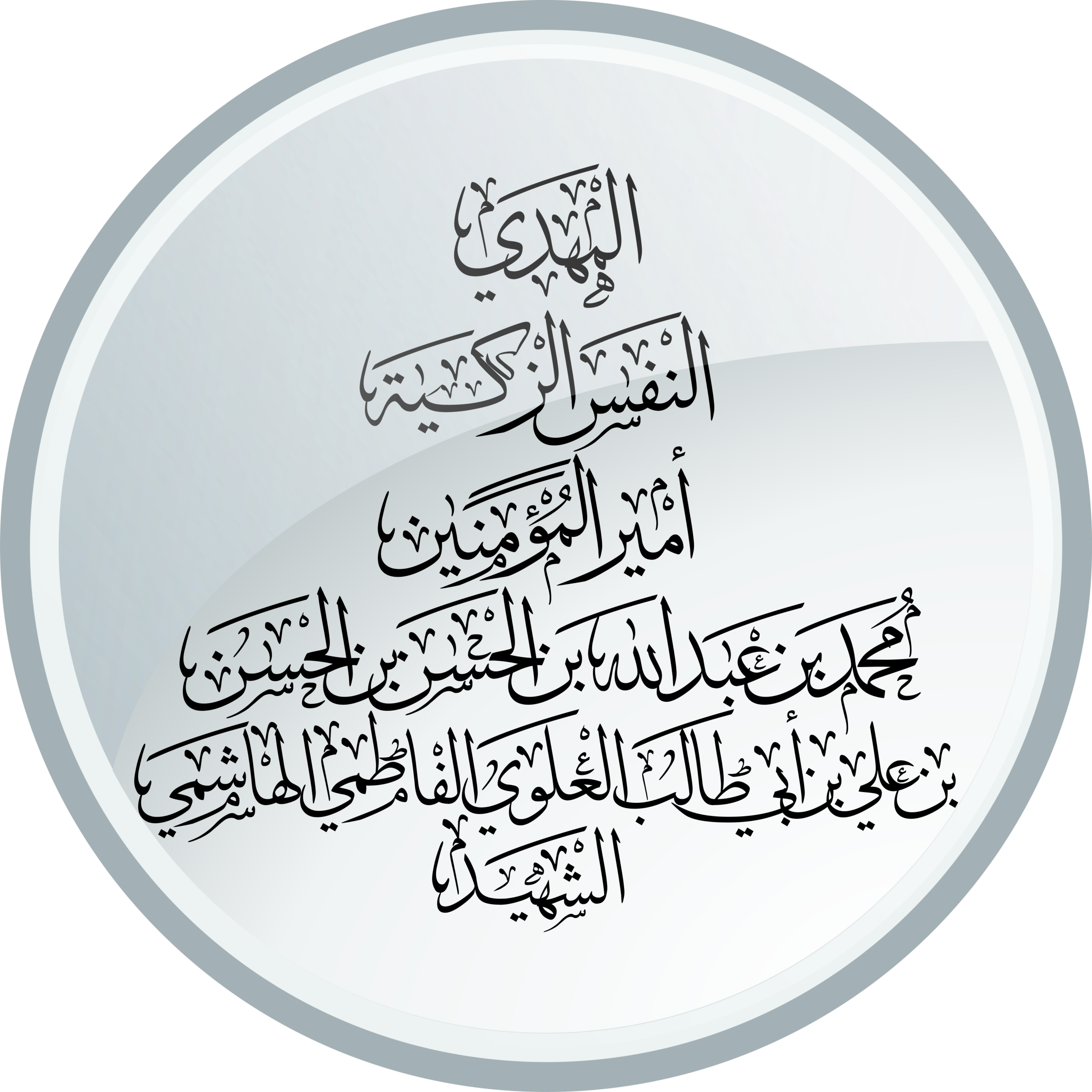
Maomé ibne Maruane

Maomé ibne Abedalá ibne Haçane Mutana ibne Haçane ibne Ali ibne Abu Talibe (em árabe: محمد بن عبد الله بن الحسن بن الحسن بن علي; romaniz.: Muḥammad ibn ʿAbd Allāh ibn al-Ḥasan al-Mut̲h̲annā ibb al-Ḥasan ibn ʿAlī ibn Abī Ṭālib), melhor conhecido como Nafes Zaquia (em árabe: النفس الزكي; romaniz.: al-Nafs al-Zakiyya), foi um árabe do século VIII que com seu irmão Ibraim revoltou-se contra o califa abássida Almançor (r. 754–775) em Medina em 762-3.